# Augusta Maria van Sleeswijk-Holstein-Gottorp

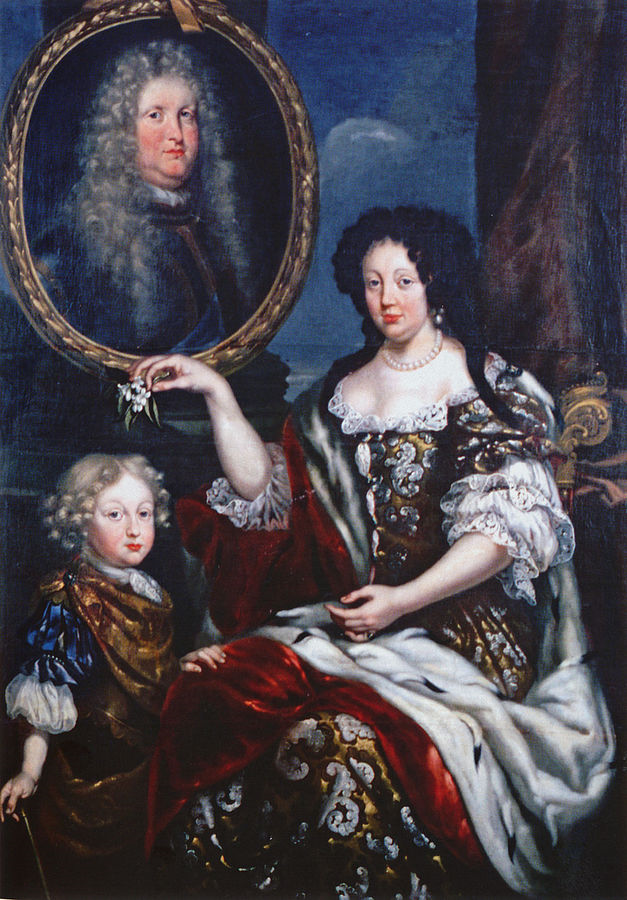
Augusta Maria met prins Karel Willem

Augusta Maria van Sleeswijk-Holstein-Gottorp (Slot Gottorp, Schleswig, 6 februari 1649 — Slot Augustenburg, Grötzingen, 24 of 25 april 1728) was van geboorte prinses van Sleeswijk-Holstein-Gottorp en door huwelijk markgravin van Baden-Durlach. Ze was de jongste dochter van Frederik III, hertog van Holstein-Gottorp en hertogin Maria Elisabeth van Saksen. Via haar dochter Albertine Frederica is zij de overgrootmoeder van Catherina de Grote en de betovergrootmoeder van Paul I van Rusland.

## Levensloop
Op 15 mei 1670 trouwde ze te Husum met Frederik VII van Baden-Durlach, zoon van markgraaf Frederik VI van Baden-Durlach en Christina Magdalena van Palts-Kleeburg. In januari 1677 werd haar echtgenoot markgraaf van Baden-Durlach en Augusta Maria markgravin.
Onder druk van koning Lodewijk XIV van Frankrijk nam haar man deel aan de Beierse Successieoorlog. In 1688 werd Frederik met zijn gezin het land uitgezet en ging naar Basel. Pas na de vrede van Rijswijk in 1697 keerden ze terug naar Durlach in het verarmde markgraafschap waarvan de bevolking met een kwart was teruggebracht. De Spaanse Successieoorlog, begonnen in 1701, vond ook plaats in delen in het markgraafschap van Baden-Durlach. Het gezin vluchtte opnieuw naar Basel. De markgraaf stierf daar in 1709. Na het einde van de oorlog in 1714 keerde Augusta Maria terug naar Durlach.
Ze werd begraven in de kasteelkerk van St. Michael te Pforzheim.

## Kinderen
Augusta Maria en Frederik kregen elf kinderen:
- Frederik Magnus (13 januari 1672 - 24 februari 1672)
- Frederike Augusta (21 juni 1673 - 27 juli 1674)
- Christine Sofie (17 december 1674 - 22 januari 1676)
- Claudia Magdalena Elisabeth (15 november 1675 - 18 april 1676)
- Catharina (10 oktober 1677 - 11 augustus 1746), huwde op 19 juni 1701 Graaf Johan Frederik van Leiningen-Hardenburg (18 maart 1661 - 9 februari 1722)
- Karel III Willem van Baden-Durlach (17 januari 1679 - 12 mei 1738)
- Johanna Elisabeth (3 oktober 1680 - 2 juli 1757), huwde op 16 mei 1697 Eberhard IV Lodewijk van Württemberg (18 september 1676 - 31 oktober 1733)
- Albertine Frederike (3 juli 1682 - 22 december 1755), huwde op 3 september 1704 met Christiaan August van Schleswig-Holstein-Gottorp (11 januari 1673 - 24 april 1726), vanaf 1705 prins-bisschop van Lübeck
- Christoffel van Baden-Durlach (9 oktober 1684 - 2 mei 1723)
- Charlotte Sofie (1 maart 1686 - 5 oktober 1689)
- Marie Anna (9 juli 1688 - 8 maart 1689)